# Постоянная вероятность ложных тревог
Постоянная вероятность ложных тревог (англ. constant false alarm rate, CFAR) — адаптивный алгоритм, используемый в радиолокации для обнаружения цели в условиях шума, помех и интерференции сигналов.

## Принцип
Приемник радиолокатора принимает отражённый сигнал, усиливает его и детектирует, выделяя огибающую (видеосигнал). Амплитуда видеосигнала пропорциональна мощности принятого радиосигнала, который включает полезный сигнал, отражённый от цели, и помехи, вызванные собственным шумом приемника и различными внешними факторами.
Функция схемы, реализующей алгоритм CFAR, состоит в том, чтобы определить минимальный порог мощности, сверх которого сигнал следует считать отражённым от цели. Если этот порог установить слишком низким, увеличится число ложных срабатываний. Если же этот порог, наоборот, будет слишком высоким, увеличится число пропусков цели, но число ложных срабатываний сведётся к минимуму. В большинстве РЛС порог устанавливается для достижения требуемой вероятности ложной тревоги (или, что то же самое, среднего времени между ложными срабатываниями).
Если радиолокационная обстановка, в которой происходит поиск цели, постоянна во времени и пространстве, то пороговый уровень можно выбрать постоянным в зависимости от функции плотности вероятности шума, которая обычно является гауссовой. Вероятность обнаружения является функцией отношения сигнал/шум принятого сигнала. Однако в большинстве реальных систем уровень помех не является постоянным. В этом случае пороговое значение должно меняться, поддерживая постоянную вероятность ложной тревоги. Этот алгоритм известен как CFAR.

## CFAR с усреднением
На вход схемы обнаружения CFAR поступает последовательность дискретных значений, каждое из которых является усреднением уровня сигнала за соответствующий интервал времени. Схема обнаружения должна принять решение, свидетельствует ли уровень сигнала в исследуемом интервале о наличии цели или вызван внешними и внутренними шумами. В большинстве простых схем обнаружения CFAR, пороговый уровень рассчитывается как среднее значение шума за несколько временных интервалов до и после исследуемого. Чтобы устранить влияние сигнала на вычисление уровня шума, из усреднения иногда исключают также интервалы, непосредственно примыкающие к исследуемому. Считается, что уровень сигнала в исследуемом интервале обусловлен наличием цели, если он превышает уровень сигнала в соседних интервалах и среднее значение по всему интервалу усреднения. Этот подход называется CFAR с усреднением по интервалу (англ. cell-averaging CFAR, CA-CFAR).
Существуют другие подходы к определению порогового уровня. Некоторые алгоритмы усредняют сигнал в определённых интервалах до и после исследуемого, а затем берут большее или меньшее из полученных значений. Эти подходы называются CFAR по максимуму (англ. greatest-of CFAR, GO-CFAR) и CFAR по минимуму (англ. least-of CFAR, LO-CFAR).

## Более сложные подходы к CFAR
Более сложные алгоритмы CFAR могут адаптивно изменять пороговый уровень по статистическим данным о радиолокационной обстановке. Это особенно актуально для прибрежных РЛС, где помехи за счёт отражения от морской поверхности плохо аппроксимируются аддитивным белым гауссовским шумом. Это усложняет обнаружение таких объектов, как перископы подводных лодок. Для моделирования помех от морских волн наиболее часто используется K-распределение.